# Spencer Coelho
Spencer Coelho (Araguari, Minas Gerais, 11 de junio de 1947) es un exfutbolista brasileño. Fue campeón brasileño con el Clube Atlético Mineiro en 1971 y en México fue campeón de Liga con los Pumas de la UNAM en la temporada 1976-1977. 

## Clubes
| Club                   | País   | Año       |
| ---------------------- | ------ | --------- |
| Cruzeiro Esporte Clube | Brasil | 1968-1969 |
| Araxá Esporte Clube    | Brasil | 1969-1970 |
| Cruzeiro Esporte Clube | Brasil | 1970-1971 |
| Clube Atlético Mineiro | Brasil | 1971-1973 |
| América Mineiro        | Brasil | 1973-1974 |
| Pumas de la UNAM       | México | 1975-1977 |
| Tecos de la UAG        | México | 1977-1978 |
| Club de Fútbol Atlante | México | 1978-1980 |
| Deportivo Toluca       | México | 1982-1983 |

## Palmarés

### Títulos nacionales
| Título               | Equipo               | País   | Año     |
| -------------------- | -------------------- | ------ | ------- |
| Copa México          | Universidad Nacional | México | 1974-75 |
| Campeón de Campeones | Universidad Nacional | México | 1974-75 |
| Primera División     | Universidad Nacional | México | 1976-77 |